# Pod napięciem
Pod napięciem – talk-show emitowany przez TVN, prowadzony przez Marcina Wronę.
Program ukazywał się w każdą niedzielę od 6 września 1998 do 11 czerwca 2006 roku. Pod napięciem nadawane było na żywo w miejscach związanych z omawianym tematem (najczęściej jakimś tragicznym wydarzeniem, które poruszyło w ostatnim czasie opinię publiczną lub skandalem), a uczestniczący w nich widzowie mogli swobodnie wypowiadać swoje opinie.
W 1999 roku Stowarzyszenie Dziennikarzy Polskich wręczyło Marcinowi Wronie "wyróżnienie" Hiena Roku za program "Pod napięciem" emitowany 17 stycznia 1999 w TVN. "Dziennikarską powinność sprowadził do pogoni za sensacją, instrumentalnie traktując swych rozmówców (w tym dzieci), wydając wyrok zanim wypowiedział się sąd".
W 2006 roku program Pod napięciem został zdjęty, zastąpił go program Kuba Wojewódzki, a Marcin Wrona wyjechał do USA gdzie został korespondentem Faktów TVN. 